# Qalansawe
Qalansawe (tiếng Hebrew: קלנסווה, tiếng Ả Rập: قلنسوة) là một thành phố Israel. Thành phố thuộc quận Trung. Thành phố có diện tích 8,417 km2, dân số năm 2009 là 18.700 người.